# Yamaha TDM 850
YamahaTDM 850 je sportovně silniční motocykl, vyvinutý firmou Yamaha, vyráběný v letech 1991–2001. Motor je desetiventilový dopředu skloněný kapalinou chlazený řadový dvouválec. Motor má 5 ventilů na válec: 3 sací a 2 výfukové.
TDM 850 bylo pravděpodobně první silniční enduro. Následovaly ho další jako Honda NC 700 X, Honda CB 500 X , Kawasaki Versys, KTM SMT a Ducati Multistrada. Motor TDM byl odvozen od vítězného motocyklu Rallye Paříž-Dakar Yamaha XTZ 750 Super Tenere. Záměrem bylo vytvořit motocykl, který je schopen zvládnout horské silnice Alp a vyrovnat se s hrubším povrchu vozovky.
V roce 1996 byla modernizována kapotáž a 270° pořadí zapalování namísto původních 360°. Takto upravený motor se na japonském trhu objevil v roce 1995, kdy Yamaha představila silniční superbike Yamaha TRX 850.
V roce 2001 došlo k nahrazení modelem Yamaha TDM 900, s novou kapotáží, rámem, šestistupňovou převodovkou, vstřikováním paliva, brzdami z R1, nižší suchou hmotnosti a mírně širšími pneumatikami.
Ačkoli je TDM příliš objemné a těžké pro off-road, s odpružením s dlouhým zdvihem se hodí i na štěrkové cesty.

## Technické parametry
- Rám: ocelový mostový
- Suchá hmotnost: 208 kg
- Pohotovostní hmotnost: 234 kg
- Maximální rychlost: 205 km/h
- Spotřeba paliva: 5,3 l/100 km